# Monastir
Monastir (arabsky المـنسـتير al-munastîr) je pobřežní tuniské město ve tvaru poloostrova v oblasti tuniského Sahelu (střední Tunisko). Nachází se 20 km jižně od Súsy a 162 km jižně od Tunisu. V Monastiru v roce 2014 žilo 93 306 obyvatel. 

## Historie
Osídlení je doloženo archeologickými nálezy od pravěku. Ve starověku zde bylo založeno punské město s názvem Ruspina (znamená poloostrov), které náleželo ke Kartágu. Jeho obyvatelé ve 3. století př. n. l. pomáhali Hannibalu Barcovi v bojích proti Římanům. Po punských válkách bylo začleněno do římské provincie Africa propria a získalo statut svobodného města. V roce 46 př. n. l. bylo prvním africkým městem, které podpořilo Julia Caesara, který za pomoci zdejších vojáků bojoval proti Pompeiovi. Po rozpadu Římské říše město ovládla říše Byzantská a byl založen klášter, z něhož se dochoval pouze název města, řecky "Monasterion". Po dobytí oblasti Araby zde Abbásovci roku 796 založili pevnost Ribat, centrum oblasti, nadále rozšiřované až do 19. století. 
Během španělsko-osmanských válek, který trvaly celé 16. století, byl Monastir terčem útoků obou válčících stran. V roce 1550 jej dobyli Španělé, v roce 1554 zase Osmané, od roku 1574 byl připojen k Tunisu, ale Osmané mu ponechali samosprávu, soudní pravomoci a daňový úřad (tzv. caïdat), což velmi pomohlo rozvoji města.
Francouzská kolonizace z let 1881–1956 ovlivnila mj. etnické a náboženské složení obyvatelstva. Křesťané zde mají svou autonomní komunitu a opatství i v současnosti.

## Ekonomika
Turistika je zásadním zdrojem příjmů města. Podporuje ji především mezinárodní letiště společnosti Nouvelair Tunisie s leteckou školou. Kromě hotelů a pláží město nabízí lázeňský areál Skanès. Přístav slouží obchodu i turistice. Institut technologií a univerzita patří k významným dodavatelům tuniského průmyslu. 
Zemědělstvím se živí 86 procent obyvatel oblasti, rozvinutý je rybolov, pěstování oliv a obchod s olivovým olejem, pěstování ovoce.

## Památky a turistické cíle

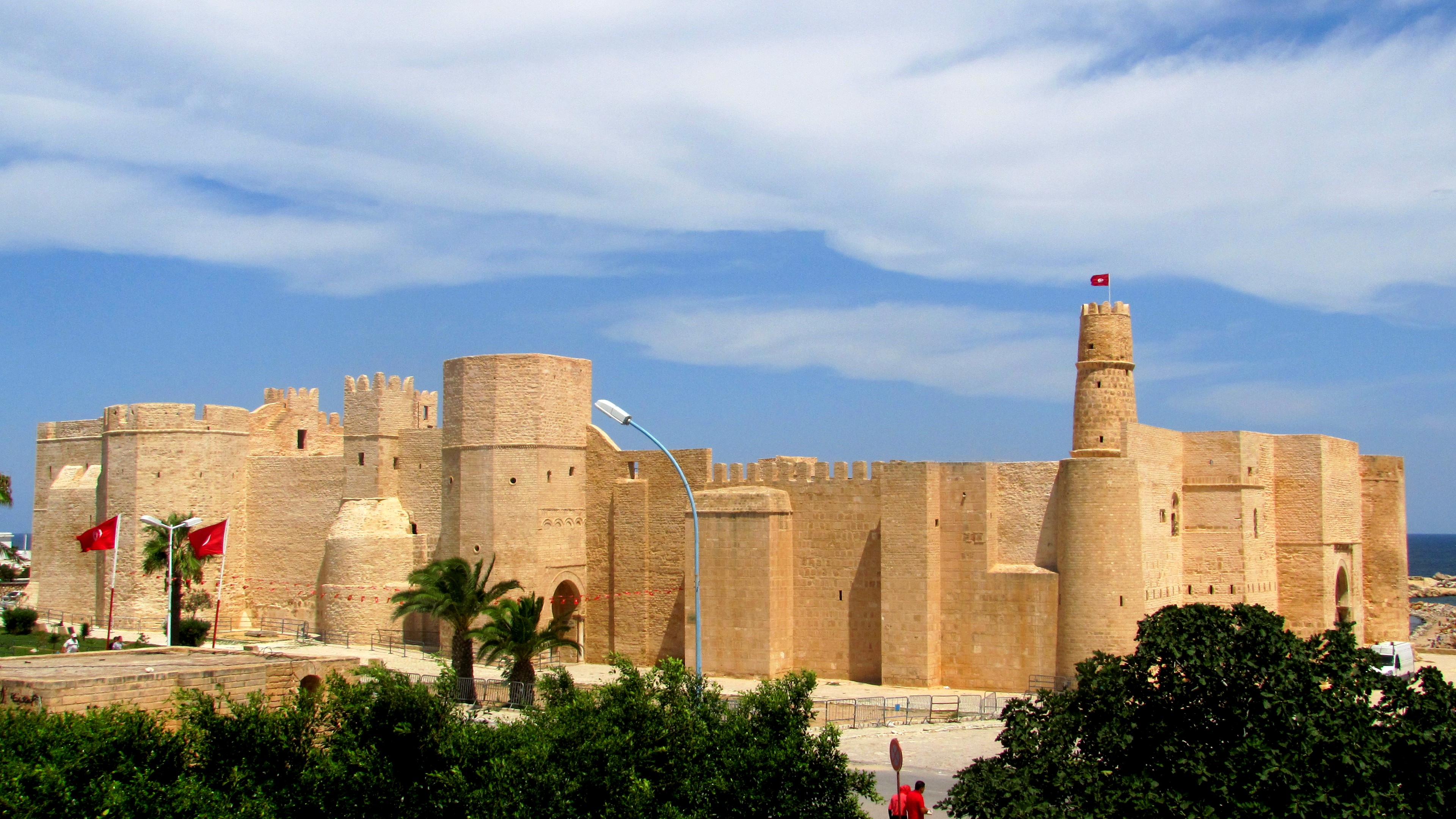
Ribat

- Ribat - rozsáhlá pevnost s několika věžemi, rozhlednou a dvěma mešitami, založená Araby roku 796 a rozšiřovaná ve 13. 17. a 19. století; rozhledna je válcová, mírně kónická věž se spirálovým schodištěm. [1]
- Medina - od středověku centrum města a cíl islámských poutníků; má dochovanou část hradeb a městskou bránu Beb Brikcha.
- Velká mešita - přiléhá k Ribatu
- Mauzoleum Habíba Burgiby, prvního tuniského prezidenta, nedaleko místního letiště Habíba Burgiby, postavené již za prezidentova života roku 1963. Rozsáhlá budova, střežená stráží, je veřejně přístupná. Minaret její mešity je dominantou města. Kromě prezidenta jsou zde hrobky členů jeho rodiny a expozice osobních věcí prezidenta. V interiéru je několik lustrů, jeden křišťálový lustr v hlavní kupoli pochází ze severočeské sklárny.
- Rodný dům prezidenta Habíba Burgiby - rekonstruovaný do podoby z počátku 20. století, volně přstupný s kavárnou v přízemí.
- Muzeum islámských umění - otevřeno roku 1958, budova je nyní součástí Centra umění.
- Mys Ras Dimass - severovýchodní cíp přístavu

## Kultura, školství a sport
Převažuje současná kultura divadelní, hudební a zábavní průmysl. Významné místo v ní zaujímá hudební konzervatoř.
Město je od roku 2004 sídlem univerzity, nyní s devíti fakultami. 
K nejoblíbenějším sportům patří fotbal, kterému slouží stadion Mustafy-Ben-Janneta, basketbal a mezinárodní turnaje v tenisu.

### Film
Rozmanitá architektura a příroda poskytuje vyhledávané exteriéry pro film. Natáčely se zde: film Dobyvatelé ztracené archy, miniseriál Ježíš Nazaretský a Monty Python: Život Briana.

## Slavní rodáci
- Habíb Burgiba (1903–2000) – první prezident Tuniska

## Partnerská města
- Dušanbe, Tádžikistán
- Manisa, Turecko
- Münster, Německo (1969)
- Saint-Étienne, Francie
- Tetuán, Maroko

## Fotogalerie

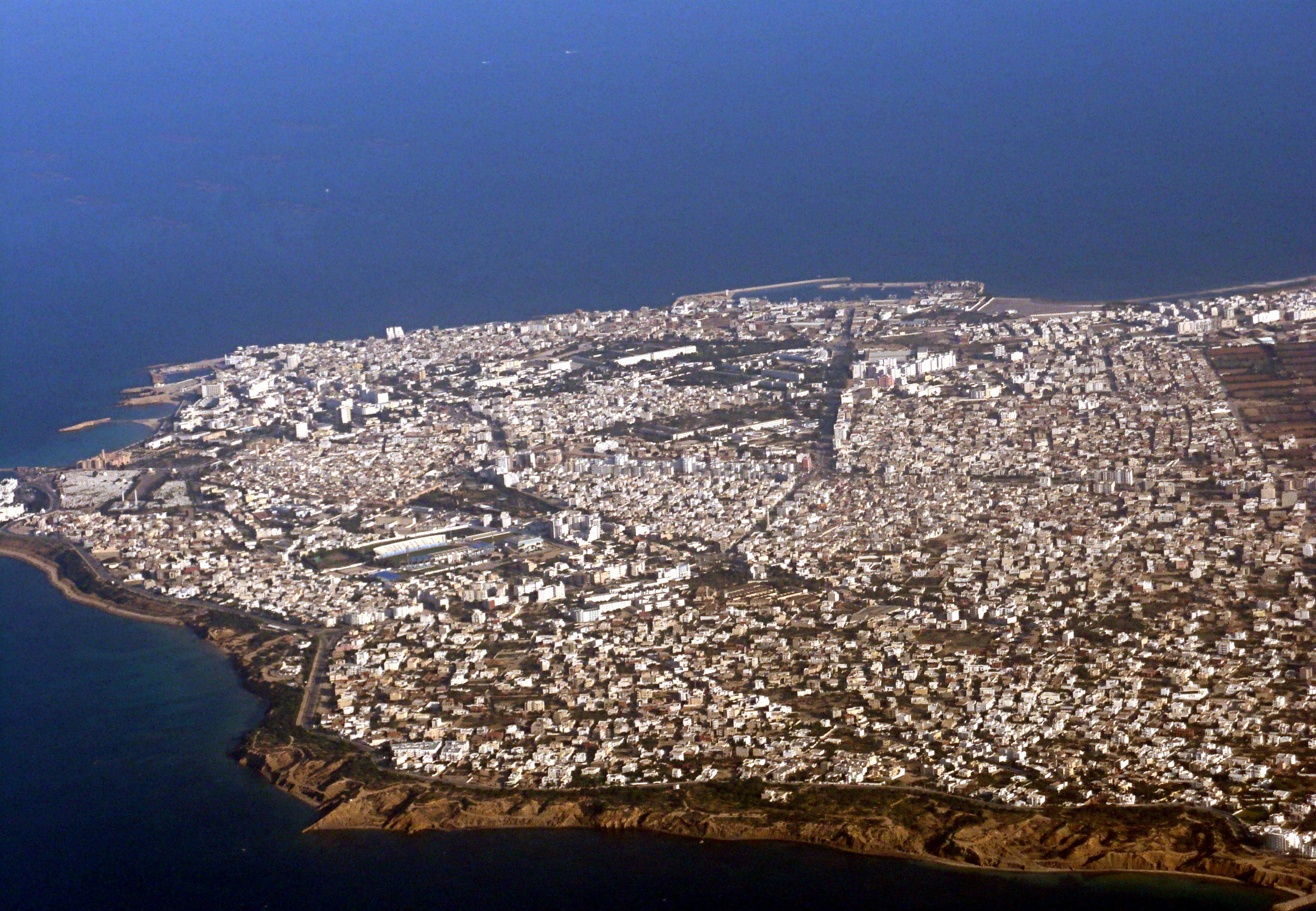
Poloostrov
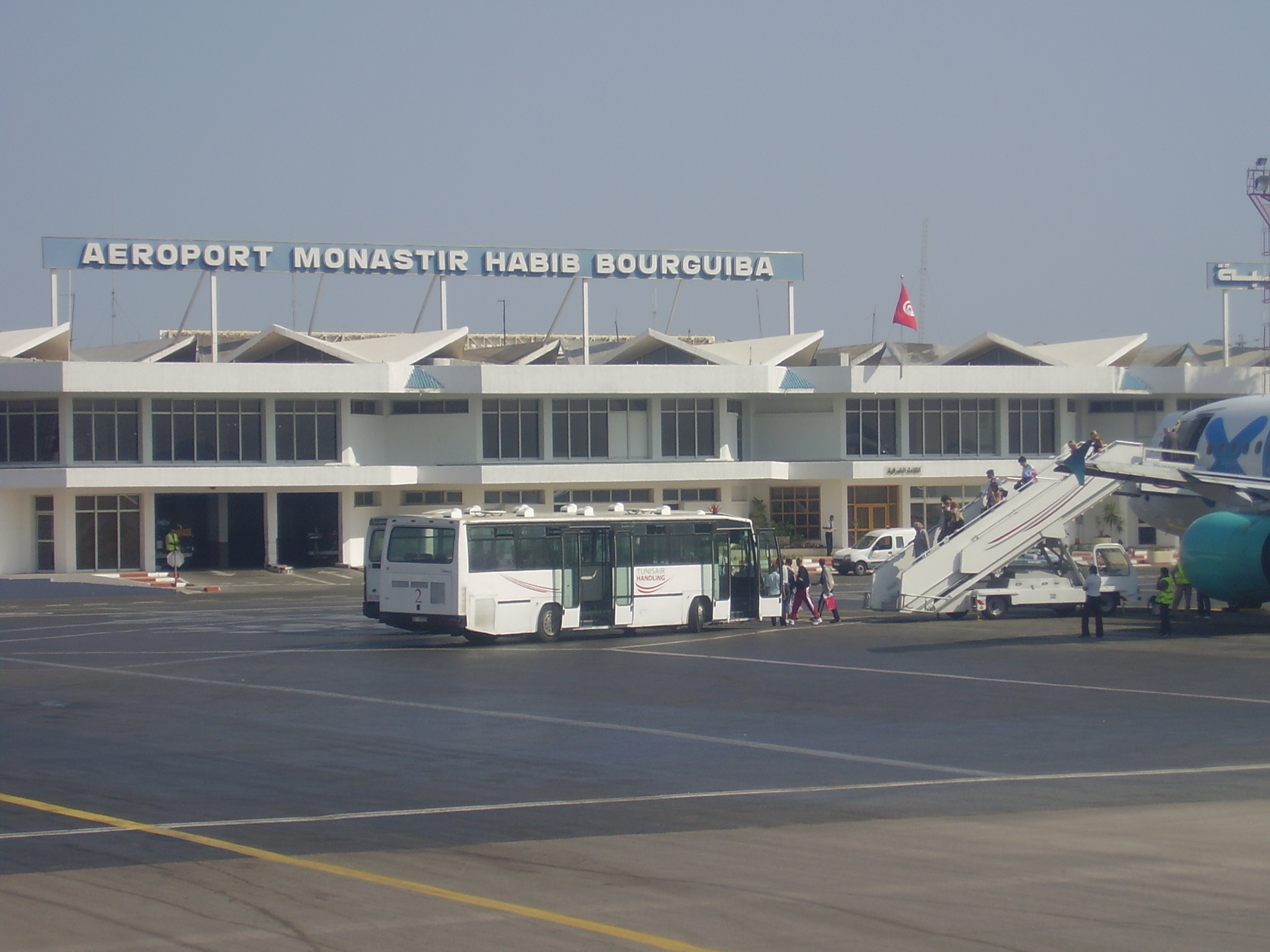
Letiště Habiba Burghiby
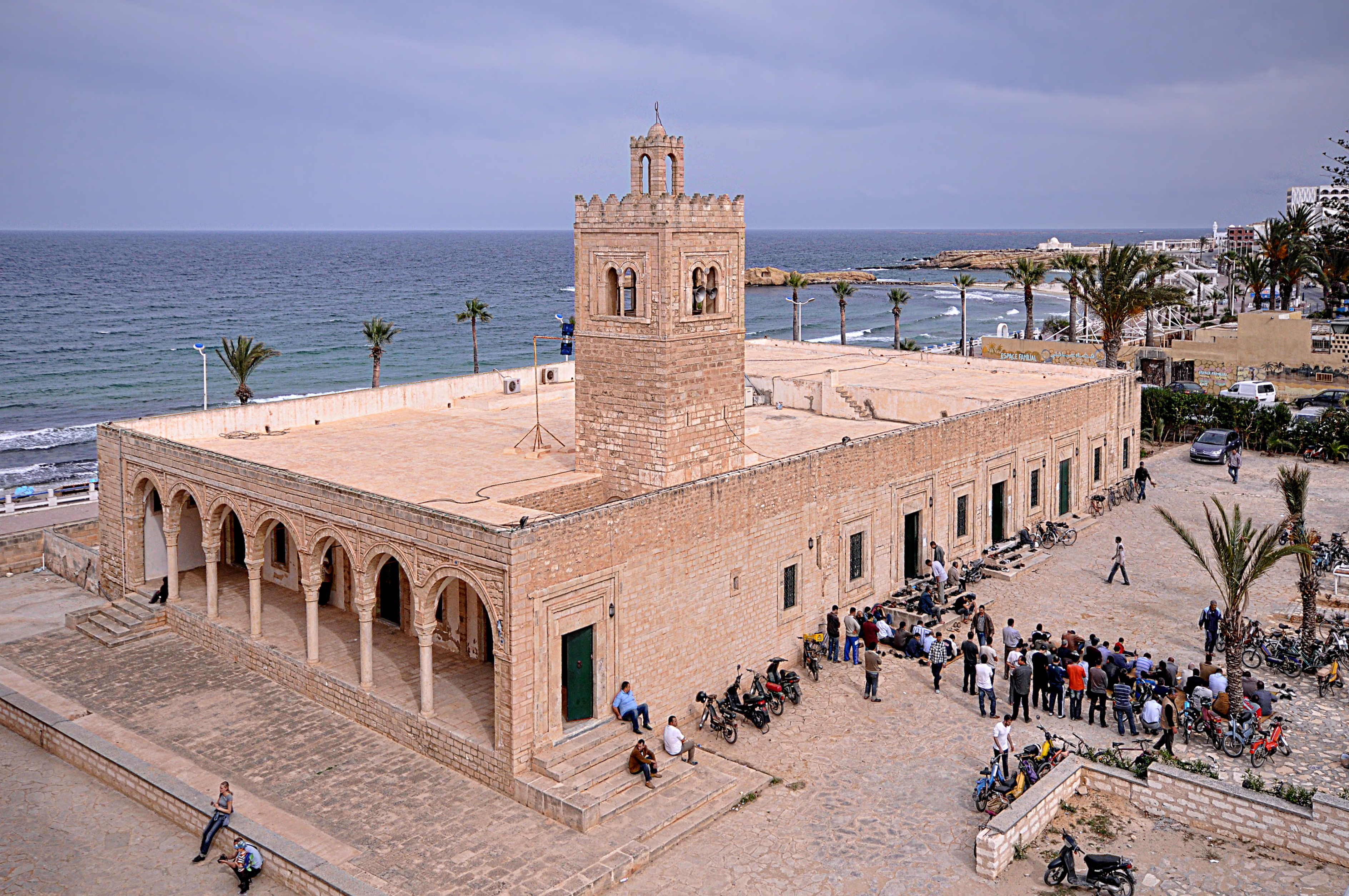
Velká mešita
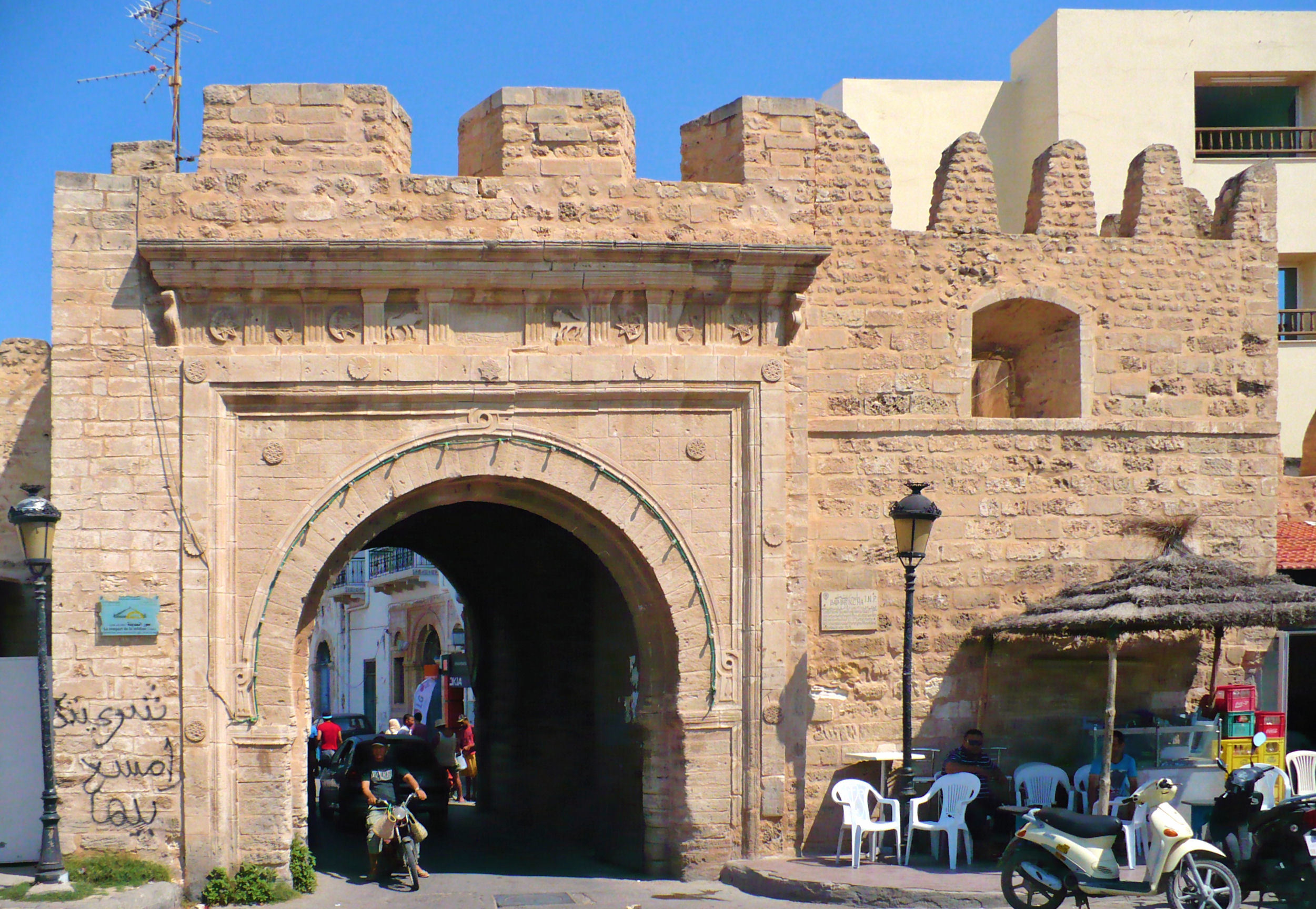
Brána Beb Brikcha
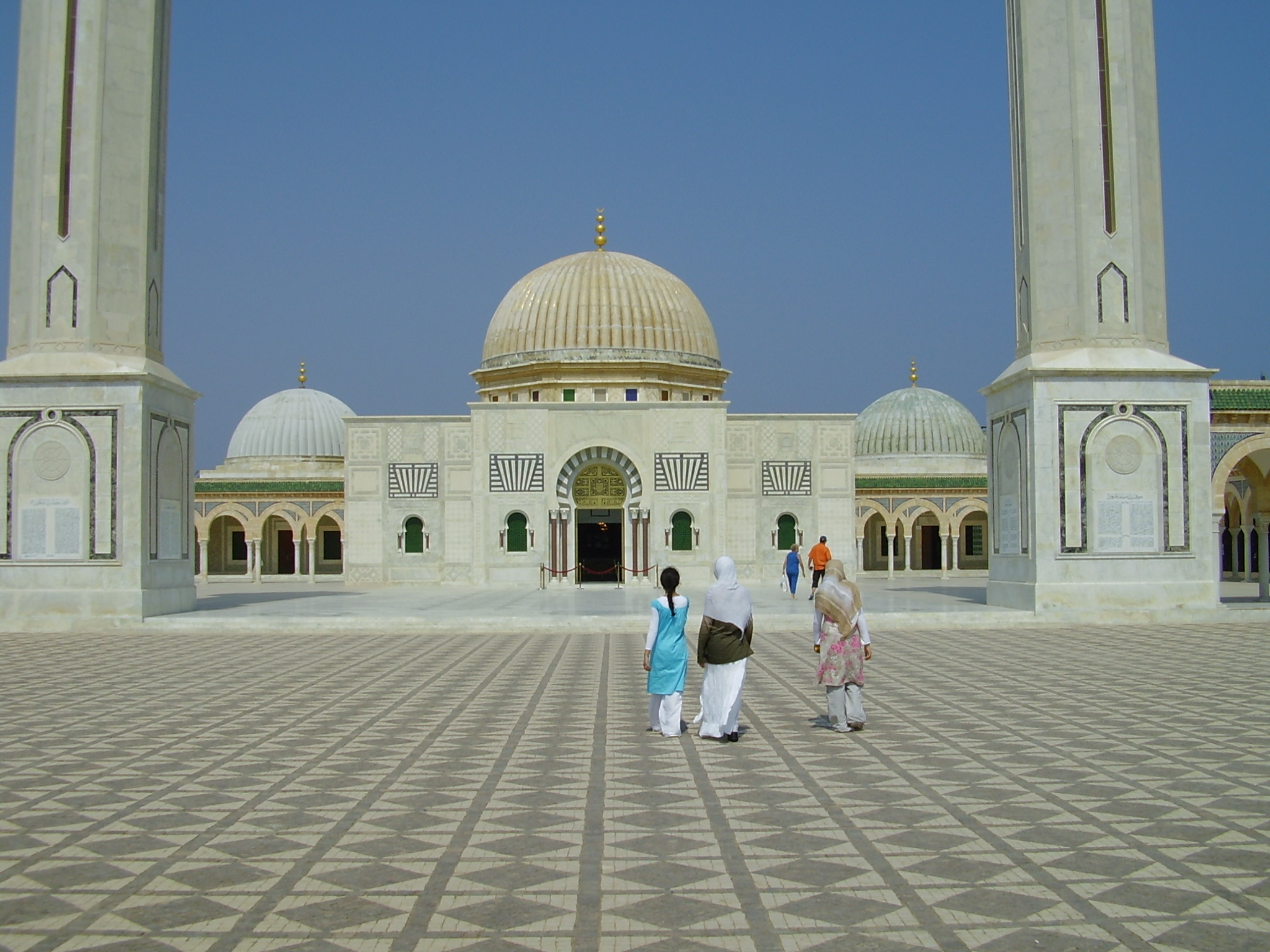
Mausoleum Habiba Burghiby
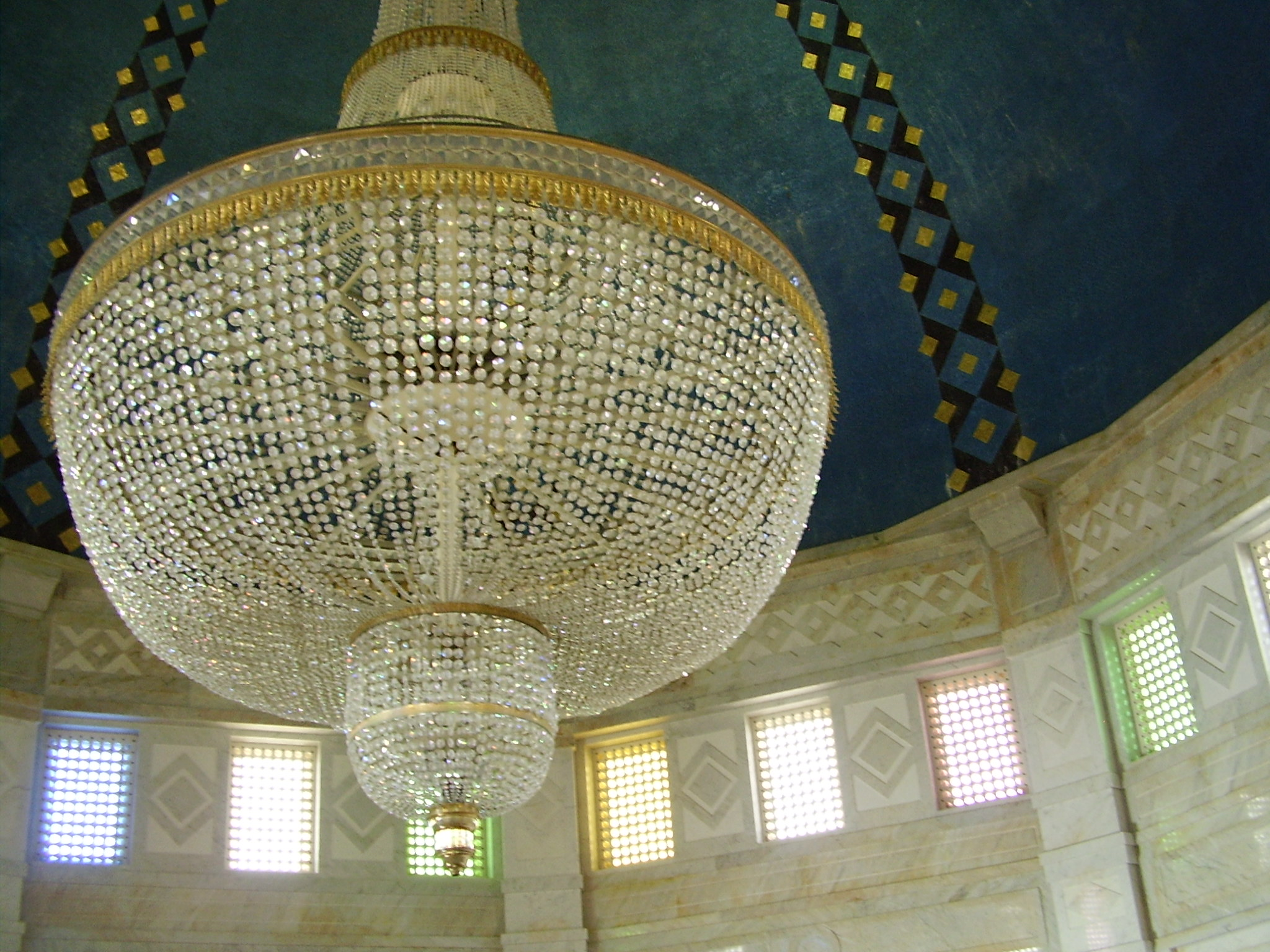
Český lustr v mausoleu Habiba Burghiby
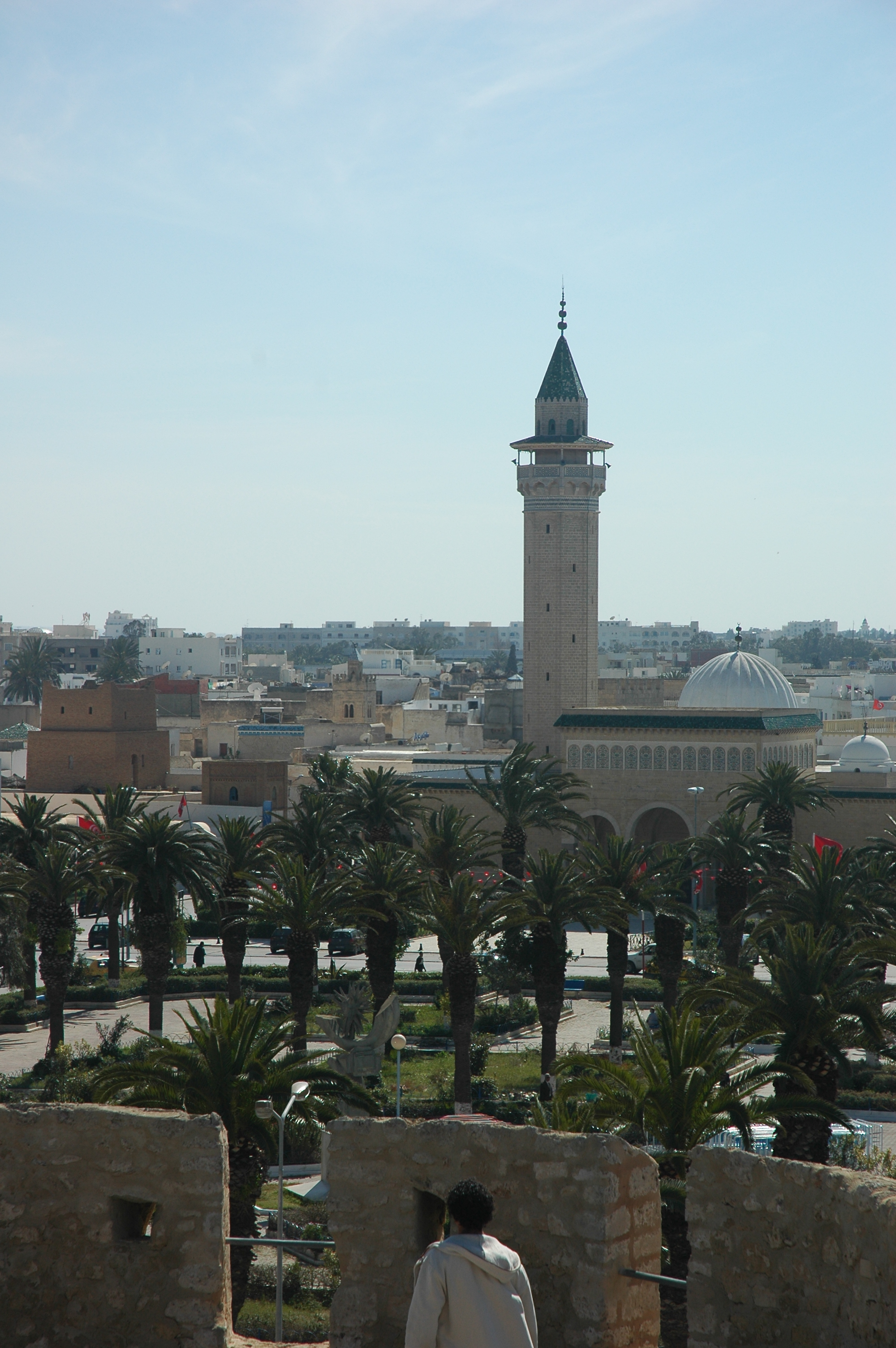
Mešita v mausoleu